# Águilas
Águilas ist eine spanische Hafenstadt an der Costa Cálida in der autonomen Region Murcia. Die Stadt liegt 105 Kilometer von Murcia und 75 Kilometer von Cartagena entfernt und grenzt an die Provinz Almería. Zum Gemeindegebiet gehören rund 28 Kilometer Mittelmeerküste.

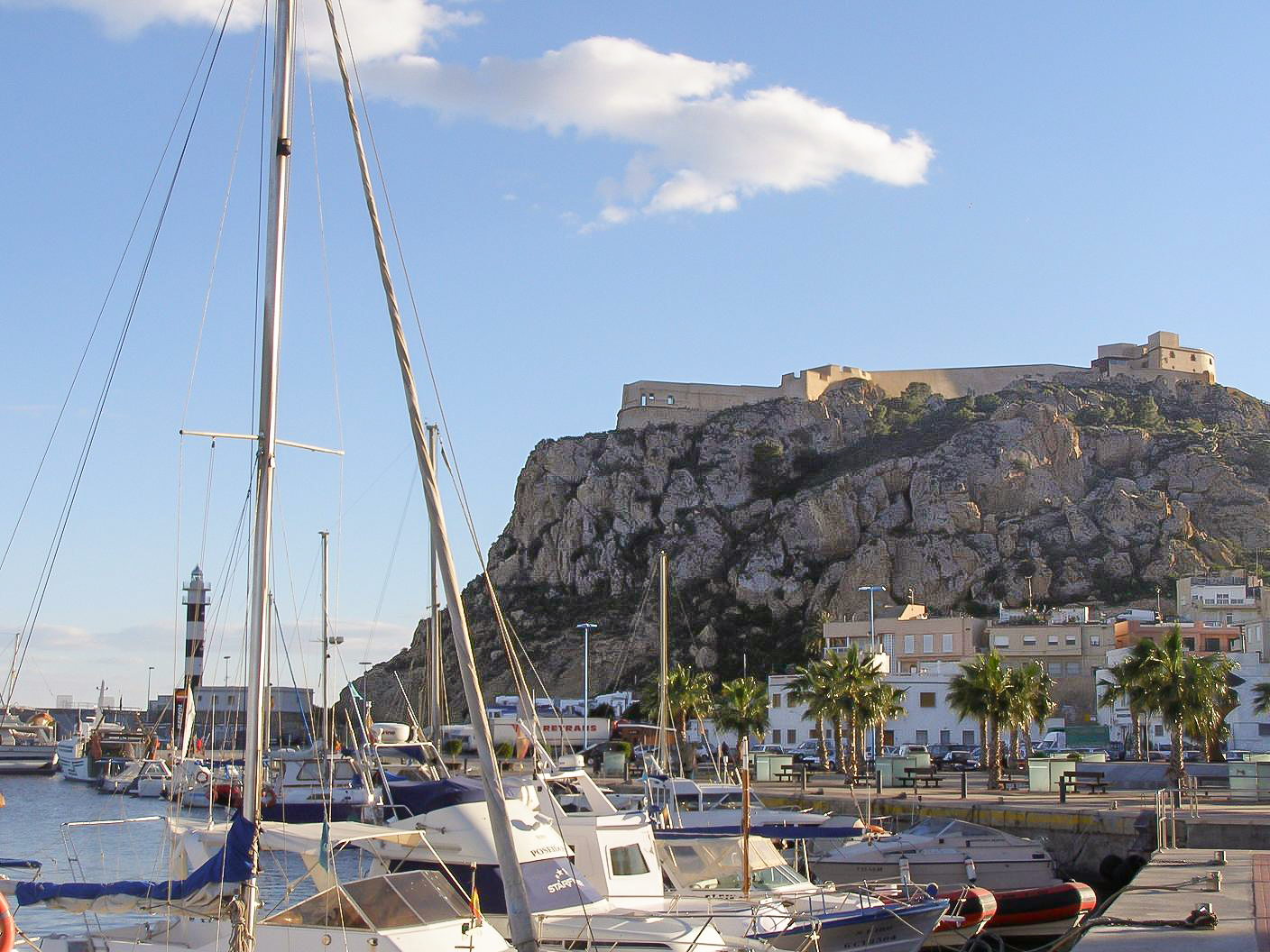
Hafen von Águilas

## Geschichte

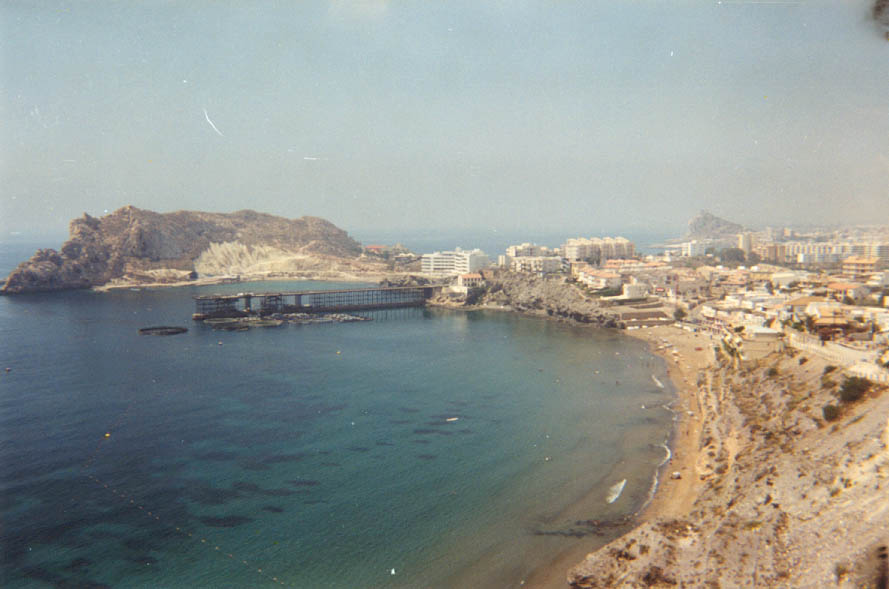
Historischer Bahn-Schiff-Verladesteg für Kupfererz am Strand El Hornillo

Bereits zu römischer Zeit bestand auf dem Gebiet des heutigen Águilas eine Siedlung mit Namen Aquilae, später Aquila. Die eigentliche Stadtgründung erfolgte aber durch Spaniens König Karl III. im Jahr 1766. Zu Beginn des 19. Jahrhunderts wurde mit der systematischen Ausbeutung von Eisen-, Blei- und Silbervorkommen rund um Águilas begonnen. Ein schottischer Einwanderer, der Kaufmann John Gray Watson, sorgte dafür, dass Águilas 1896 das erste Fußballstadion in Spanien erhielt. Bedeutung erlangte Águilas Ende des 19. Jahrhunderts als spanischer Sitz der britischen Eisenbahngesellschaft The Great Southern of Spain Railway Company, die 1874 die Konzession für eine Bahnverbindung zwischen Águilas und Lorca erhielt. Später richtete sie auch Verbindungen nach Murcia und Granada ein.

## Wirtschaft
Wichtigste Wirtschaftszweige sind der Tourismus, der intensive Gemüseanbau in Gewächshäusern sowie die Bau- und Immobilienbranche.

## Sehenswert

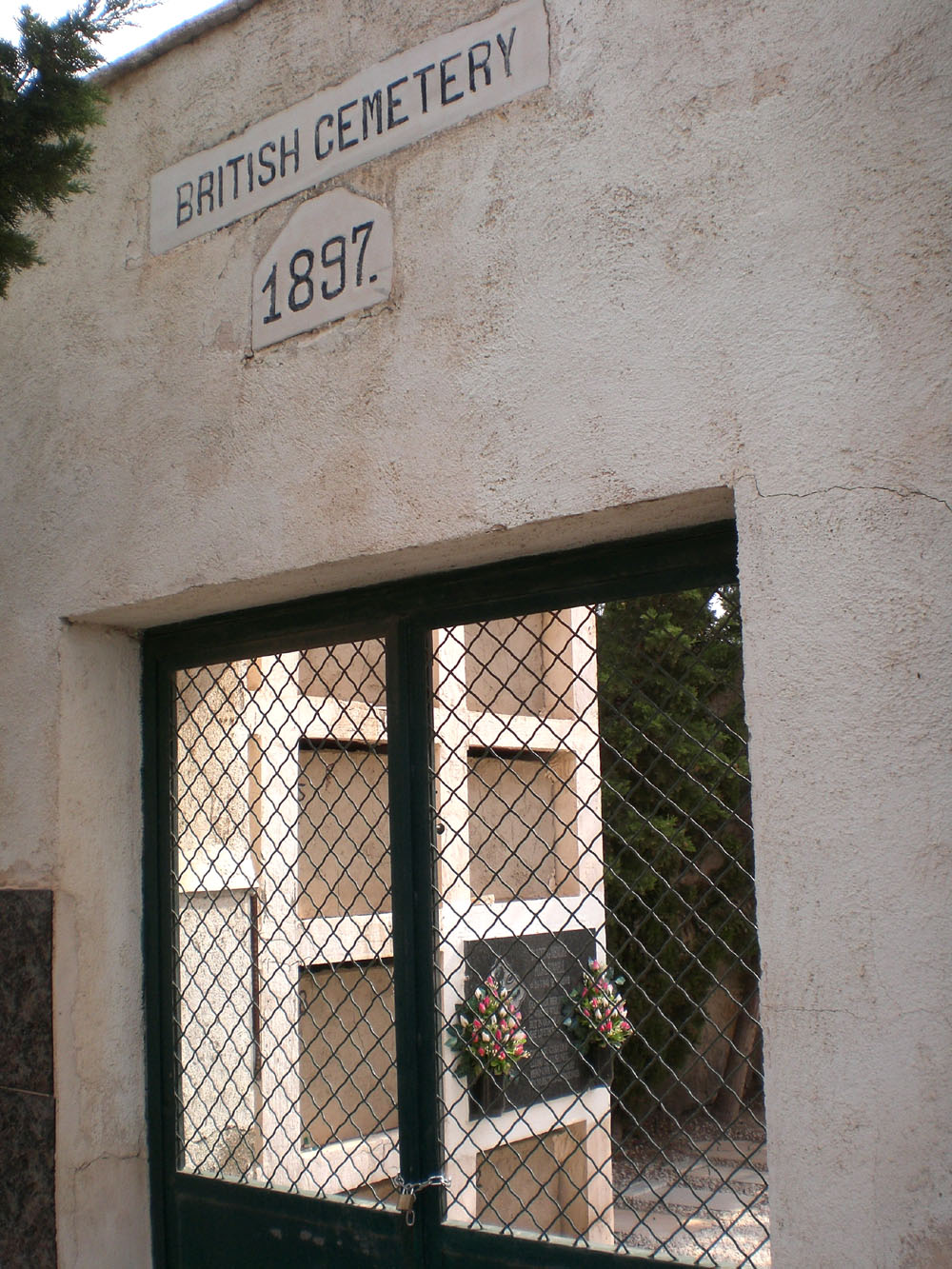
Eingang zum britischen Friedhof

Das Castillo de San Juan ist eine Festung, die im 18. Jahrhundert zum Schutz vor Piratenüberfällen erbaut wurde. Sie thront 85 Meter über der südlichsten Stelle der Altstadt.
Deutlich weniger bekannt ist das Castillo de Tébar, das in nördlicher Richtung etwa 12 Kilometer vor der Stadtgrenze auf einer Höhe von 490 Metern über dem Meeresspiegel liegt. Die Festungsruine stammt aus dem 12. Jahrhundert. Der heute noch existierende Turm hatte einst eine Höhe von 15 Metern. Heute ist eine 7 Meter hohe Ruine geblieben. Der Turm enthält Schießscharten für Musketen. Eine der Hauptfunktionen des Castillos war es bei Piratenangriffen Mitteilung an die Garnison in Lorca zu geben. Durch seine exponierte Lage, war die Festung dazu gut geeignet. Die geringe Bekanntheit des Castillo de Tébar rührt von der fehlenden touristischen Erschließung der Ruine her. Es existiert aktuell kein Weg zu den Resten der Festung.
Die Isla del Fraile, eine 56.000 Quadratmeter große Insel zwei Seemeilen vor der Bucht El Hornillo, war in römischer Zeit bewohnt. Heute ist sie als Tauchgebiet beliebt.
Der britische Friedhof erinnert an die Zeit der britischen Eisenbahner, über deren Tätigkeit auch das Eisenbahnmuseum (Museo del Ferrocarril) informiert.
Das Fußballmuseum (Museo del Futbol Aguileño) zeigt Devotionalien aus der mehr als hundertjährigen Geschichte des Fußballs in Águilas.
2002 wurde in Aguilas das Fastnachtsmuseum (Museo del Carnaval) eröffnet, in dem unter anderem eine große Anzahl von Kostümen der verschiedenen Karnevalsvereine präsentiert wird.

## Sonstiges
Águilas ist Ferien- oder Winterwohnsitz für zahlreiche Nord- und Mitteleuropäer, vor allem aus Großbritannien, Deutschland und den Niederlanden. Ihren Erstwohnsitz haben 5409 Ausländer in Águilas. Mehr als die Hälfte davon sind Bürger der Europäischen Union, darunter 404 Deutsche und 379 Briten. Unter den prominenten Wahl-Aguilenen war der Fernsehmoderator Dieter Thomas Heck, der im Ortsteil Calabardina wohnte. Águilas ist der Redaktionssitz der deutschsprachigen Wochenzeitung Costa Cálida Nachrichten.

## Persönlichkeiten
- Francisco Rabal (1926–2001), Filmschauspieler
- Dieter Thomas Heck (1937–2018), Fernsehmoderator, lebte hier ab 2009